# Spoorbrug Tiel
De Spoorbrug Tiel is een brug bij Tiel die het Amsterdam-Rijnkanaal overspant. De brug is onderdeel van de Betuweroute. De brug passeert het kanaal bij de Prins Bernhardsluis en ligt tussen twee andere bruggen in. Aan de noordkant ligt de brug in de Grotebrugse Grintweg, aan de zuidkant ligt de brug in de A15 en spoorlijn Elst - Dordrecht.